# 임혁규
임혁규(林赫圭, 1891년 ~ 1963년)는 일제강점기 시기에 활동한 한국의 독립운동가이다. 조선어사전 편찬 사업을 지원하는 등 우리말 살리기에 이바지했다.
1935년 조선어학회의 후원회에 참여하여 사전편찬을 후원하다가 1942년 일제가 꾸며낸 조선어학회 사건에 연루되었고 이후 함경남도 홍원 경찰서로 잡혀들어가 고초를 겪었다.